# Peter Struve

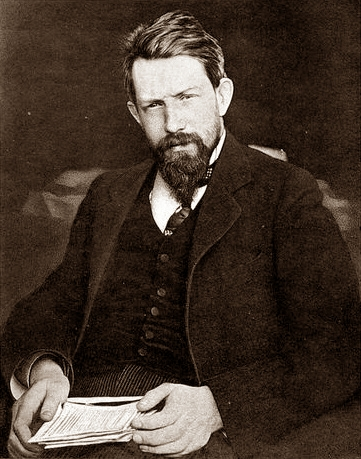
Peter Struve

Peter Struve (russisch Пётр Бернгардович Струве, Pjotr Berngardowitsch Struwe; * 26. Januar 1870 in Perm; † 26. Februar 1944 in Paris) war ein deutschstämmiger russischer Politiker, Ökonom und Philosoph. Er gilt als der Hauptvertreter des so genannten „Legalen Marxismus“.

## Leben
Peter Struve war ein Enkel des Dorpater Astronomen Friedrich Georg Wilhelm Struve. Sein Vater Bernhard Wilhelm von Struve (1827–1889) war Gouverneur von Astrachan und Perm. Struve absolvierte die juristische Fakultät der Universität Petersburg (mit Wohnung bei Alexandra Kalmykowa), war ab 1890 Chefredakteur der Zeitschriften Legaler Marxismus, Neues Wort und Beginn.
1896 nahm er am 4. Kongress der II. Internationale teil. Nach dem I. Parteitag der SDAPR 1898 wurde Struve von den Mitgliedern des ZK zur Ausarbeitung des Manifests der SDAPR herangezogen, von dem er sich jedoch bald lossagte. Ende der 1890er Jahre ging Struve endgültig in das Lager des bürgerlichen Liberalismus über und wurde zum Gegner des revolutionären Marxismus, insbesondere der Lehre von der sozialistischen Revolution und der Diktatur des Proletariats. Er war ab 1902 Chefredakteur der Zeitschrift Die Befreiung (Oswoboshdenie), ab 1903 Führer des Bundes der Befreiung. 1905 wurde Struve  Mitglied des ZK der Partei der Konstitutionell-demokratischen Partei (Kadetten) und stand an der Spitze ihres rechten Flügels. Er war 1907 Abgeordneter der Zweiten Staatsduma sowie Redakteur der Zeitschrift Russkaja Mysl. Der Oktoberrevolution 1917 stand er ablehnend gegenüber. In  den Jahren des Bürgerkrieges 1918 bis 1920 agierte Struve als Berater des konterrevolutionären Generals A. I. Denikin und gehörte der weissgardistischen Regierung unter P. N. Wrangel an. Nach dem Zusammenbruch der Konterrevolution emigrierte er; in Prag und Paris leitete er die Veröffentlichungen der Kadettenregierung. Seit 1917 war er ordentliches Mitglied der Russischen Akademie der Wissenschaften. 1934 wurde er in die American Academy of Arts and Sciences gewählt.

## Denken und Werk
Struve hing seit einer Jugend  liberalen Vorstellungen an und fasste den Sozialismus als Mittel zur Erreichung liberaler Ziele auf.  In seiner Petersburger Studentenzeit  galt er  als Kenner der westlichen Strömungen in Philosophie und Soziologie.
Struve war Anhänger einer „Europäisierung“  Russlands  und glaubte, dass vor allem die Arbeiterklasse diesen Prozess vorantreiben werde.  Er war die führende Gestalt eines Kreises, der sich in den Jahren 1890–91 mit gesellschaftlichen und philosophischen Studien befasste.
Während eines einjährigen Aufenthalts an der Universität Graz im Jahre 1891 vertiefte  sich Struve in die neukantianischen Literatur, die ihn schon von früher Jugend an beeinflusst hatte.
Seine schriftstellerische Tätigkeit begann  mit einer Kritik der Stellungnahmen der so genannten „Volkstümler“ zur Bauernfrage und zur Frage der Perspektiven des Kapitalismus  in Russland.
In Rezensionen und Artikeln, die er in den Jahren 1892–93 verfasste, wies er darauf hin, dass die klassenmäßige Schichtung der Landbevölkerung und die Entwicklung einer Warenwirtschaft  nicht nur unvermeidlich, sondern zugleich segensreich für das Land seien.
In seinen ersten Arbeiten, wie vor allem in den Kritischen Bemerkungen zur ökonomischen Entwicklung Rußlands
(1894)  versuchte Struve die Fortschrittlichkeit des Kapitalismus und seine positive soziale Folgen zu belegen. Bereits zu diesem Zeitpunkt wies er die Marxsche Arbeitswerttheorie zurück. Später forderte er dazu auf, weitere Grundlagen der marxistischen Theorie zu revidieren –  die Mehrwerttheorie, die Reproduktionstheorie und die Theorie der allgemeinen kapitalistischen Akkumulation.
Mit der Zeit entwickelte sich Struve immer mehr zu einem entschiedenen Gegner des  Sozialismus. Er wandte sich gegen eine revolutionäre Ablösung des Kapitalismus und forderte stattdessen reformerische Maßnahmen wie die Überprüfung juristischer Normen und die Schaffung einer Fabrikgesetzgebung.
Hatte Struve seine philosophische Position bis 1902 noch als kritischen Positivismus bezeichnet, so vollzog er danach den Übergang zu einer religiösen Weltanschauung. In der Revolution 1905 bis 1907 ging Struve vom Liberalismus ins Lager der Reaktion über, verschrieb sich vollends der Bekämpfung des Sozialismus und distanzierte sich vom Erbe der Politischen Ökonomie.

## Publikationen (Auswahl)
- Die Marxsche Theorie der Socialen Entwicklung. In: Archiv für Socialwissenschaft und Socialpolitik, Bd. XIV, Tübingen 1899
- Размышления о русской революции [Gedanken zur russischen Revolution]. Российско-болгарское книгоиздво [Russisch-bulgarischer Buchverlag], Sofia 1921
- Collected Works in 15 volumes, ed. Richard Pipes, Ann Arbor, MI, University Microfilms, 1970